# NGC 2119
NGC 2119 é uma galáxia elíptica (E) localizada na direcção da constelação de Orion. Possui uma declinação de +11° 56' 56" e uma ascensão recta de 5 horas, 57 minutos e 26,9 segundos.
A galáxia NGC 2119 foi descoberta em 9 de Janeiro de 1880 por Édouard Jean-Marie Stephan.